# Orbe (Arrats)
Die Orbe ist ein kleiner Fluss im Südwesten von Frankreich, der im Département Gers der Region Okzitanien nordwestlich der Stadt Toulouse verläuft.

## Geografie

### Verlauf
Die Orbe entspringt im südöstlichen Gemeindegebiet von Crastes, verläuft generell Richtung Nordost und mündet nach insgesamt rund 17 Kilometern an der Gemeindegrenze von Monfort und Homps als linker Nebenfluss in den Arrats.

### Orte am Fluss
(Reihenfolge in Fließrichtung)
- Sansounat, Gemeinde Crastes
- Augnax
- En Barran, Gemeinde Saint-Antonin
- En Pédelort, Gemeinde Puycasquier
- Mansempuy
- Touron, Gemeinde Maravat
- La Tuilerie, Gemeinde Sérempuy
- Labatut, Gemeinde Sainte-Gemme
- Marac, Gemeinde Monfort
- Monfort
- En Conté, Gemeinde Homps
- Moulin d’Homps, Gemeinde Monfort